# Bristol Brabazon

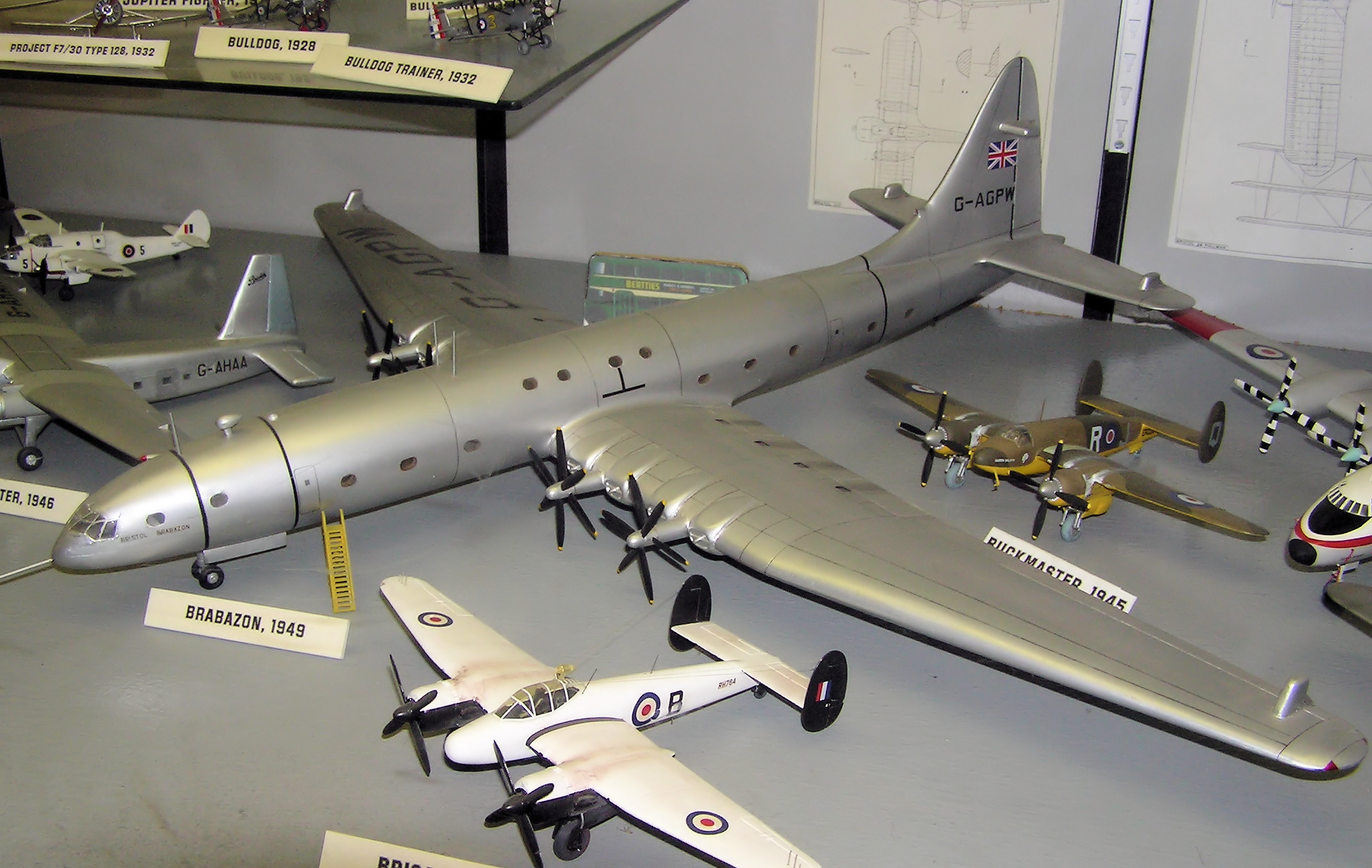
Модель самолёта Brabazon

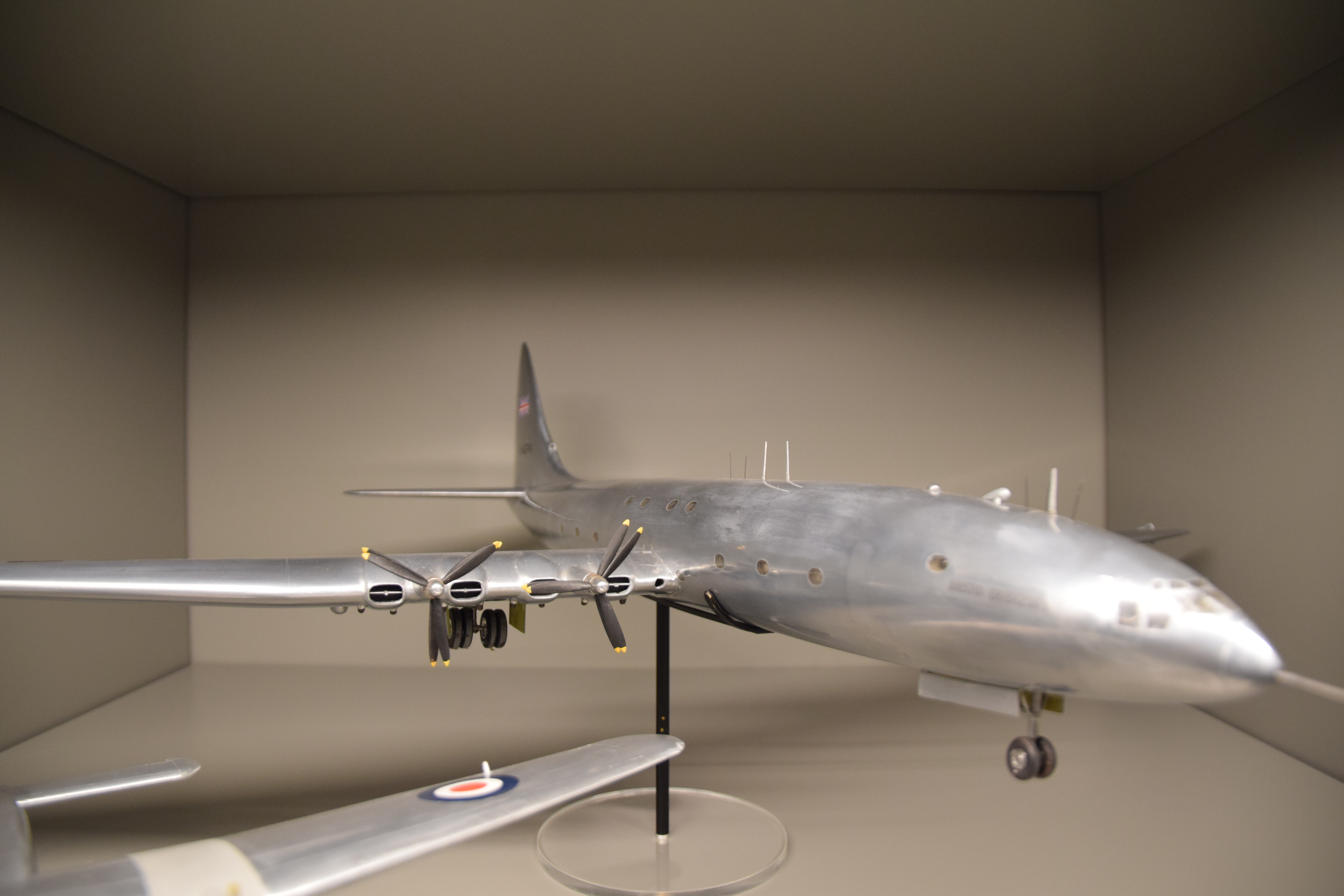
Модель самолёта Brabazon

Бристоль «Брабазон» (англ. Bristol Type 167 Brabazon) — экспериментальный британский пассажирский самолёт, построенный в 1949 году. Крупнейший самолёт, когда-либо построенный в Великобритании, Brabazon замышлялся как локомотив послевоенной конверсии национальной авиапромышленности, но после испытаний единственного опытного образца программа была свёрнута — концепция самолёта-гиганта провалилась с появлением первого послевоенного поколения экономичных авиалайнеров.

## Предыстория
В 1942 году Bristol участвовал в конкурсе проектов сверхтяжёлого дальнего бомбардировщика. Предпроектные расчёты доказали техническую возможность постройки и эксплуатации машин такого класса с использованием наличных поршневых двигателей Bristol Centaurus в 3 000 л. с. По итогам конкурса правительство отказалось от производства «Стотонного бомбардировщика», сосредоточившись на доводке «Ланкастеров».
В феврале 1943 года правительство и авиапромышленники Великобритании учредили комитет под председательством бывшего министра авиации Джона Мура-Брабазона, которому была поручена выработка стратегии послевоенной конверсии авиационной промышленности, в том числе определение послевоенной потребности в различных типах гражданских самолётов и технические требования к ним. Из четырёх типов самолётов, предложенных комитетом Брабазона, три («тип II» — «тип IV») были реализованы и пошли в серию в послевоенное пятилетие. Четвёртый («тип I») — тяжёлый трансатлантический авиалайнер с поршневыми двигателями, вмещающий 100 пассажиров в условиях первого класса, породил проект Bristol Brabazon. Комитет Брабазона ошибочно решил, что в послевоенном будущем будут востребованы роскошные трансатлантические перелёты — так же, как в 1920-е годы процветали роскошные океанские лайнеры.

## Проектирование и испытания
Конструкторы Bristol под руководством Лесли Фрайса достигли стадии эскизного проекта в ноябре 1944. Будущий самолёт должен был иметь длину 53,6 м при размахе крыльев 69,7 м, восемь 3000-сильных двигателей — размещены попарно в четырёх силовых установках. Самолёт должен был иметь полностью герметизированный салон с кондиционированием воздуха, гидравлические сервоприводы рулей и механизации крыла. При взлётной массе вчетверо большей, чем у крупнейшего британского бомбардировщика Avro Lincoln, коммерческий самолёт должен был выдерживать несопоставимо большее количество взлётов и посадок. Для уменьшения сопротивления воздуха конструкторы отказались от мотогондол. Двигатели «Брабазона» разместили непосредственно в крыльях, тем самым сократив сопротивление воздуха на 25 % и увеличив подъёмную силу крыла.
Максимальный диаметр фюзеляжа первоначально был установлен 7.6 м — на полтора метра больше, чему у Boeing 747. Внутри мог располагаться общий салон на 150 мест либо спальные купе на 80 пассажиров с салоном-кинозалом на 37 мест, баром и прочими удобствами, необходимыми (как тогда полагали) в 12-часовом перелёте через океан. Несмотря на цензуру военных лет, уже в феврале 1944 года будущий «Брабазон» стал появляться в газетной пропаганде; австралийская The Age Newspaper назвала его «Queen Mary в воздухе».
Постройка первого образца началась в 1945 году, под него в Филтоне был построен особый сборочный ангар, а заводская взлётная полоса удлинена с 610 до 2440 метров. Второй образец, заложенный в 1946 году, планировали оснастить турбовинтовыми двигателями Bristol Coupled Proteus.
Полёт опытного образца планировался на 1947 год, однако из-за технических проблем задержался на два года. За это время рынок дальних перелётов захватили американские Lockheed Constellation и Boeing 377 и поднялись на крыло первые турбореактивные авиалайнеры. «Брабазон» совершил первую пробежку на земле в декабре 1948 года и поднялся в воздух 4 сентября 1949 года под управлением Билла Пегга. За всю историю самолёта, им управляли только Пегг и Уолтер Джибб. Пресса раскрутила первый полёт на уровень национального триумфа.

## Отказ от производства
К 1952 году стало ясно, что верхний сегмент рынка перевозок никогда не окупит самолёта, построенного только для перевозок первым классом. Даже в «общем» классе каждый пассажир «Брабазона» имел по 6 м³ внутреннего объёма, в первом классе — 8 м³; самолёт буквально «возил на себе» эти кубометры фюзеляжа. После двух с половиной лет испытаний и 400 часов налёта Bristol не нашёл ни одного заказчика на новую машину. В марте 1952 года правительство отказалось поддерживать достройку второго, турбовинтового, образца, а в 1953 году обе машины отправились на металлолом.
Помимо технологического и конструкторского опыта, Bristol получил от проекта новейшее лётное поле и современный сборочный комплекс, в которые была вложена половина из общей стоимости проекта. В 1956 на технологической базе «Брабазона» был построен успешный «обычный» 90-местный турбовинтовой лайнер Bristol Britannia, выпущенный серией в 85 машин и считавшийся самым экономичным для своего времени.
Судьба конструктора Лесли Фрайса отчасти повторила судьбу «Брабазона». Обласканный пропагандой военного времени автор Bristol Beaufighter и талантливый изобретатель, Фрайс в 1946 году покинул Bristol и перешёл на должность главного конструктора Hunting Aircraft, где проектировал учебно-тренировочные машины, но уже никогда не вернулся в «большую» авиацию.

## Характеристики и аналоги
| Параметр                       | Bristol Brabazon | Hughes H-4 | Boeing 747—100      | Airbus A380-800 |
| ------------------------------ | ---------------- | ---------- | ------------------- | --------------- |
| Первый полёт                   | 1949             | 1947       | 1969                | 2005            |
| Длина, м                       | 54.0             | 66.6       | 70.7                | 73.0            |
| Размах крыла, м                | 70.0             | 97.5       | 59.6                | 79.8            |
| Высота, м                      | 15.0             | 24.2       | 19.3                | 24.1            |
| Максимальная взлётная масса, т | 130              | 180        | 340                 | 560             |
| Пассажировместимость           | 100              |            | 366—550             | 525—853         |
| Мощность двигателей, л. с.     | 8 по 2 650       | 8 по 3 000 |                     |                 |
| Тяга двигателей, кН            |                  |            | 4 по 222 (P&W JT9D) | 4 по 311        |
| Максимальная скорость, км/ч    | 480              |            | 945                 | 950             |
| Крейсерская скорость, км/ч     | 400              | 354        | 895                 | 900             |
| Дальность полёта, км           | 8 900            | 4 800      | 9 800               | 15 200          |